# Dikti: Οrοpediο Lasithiou, Katharo, Selena, Krasi, Selakanο, Chalasmeni Kοryfi
Dikti: Οrοpediο Lasithiou, Katharo, Selena, Krasi, Selakanο, Chalasmeni Kοryfi este o arie protejată (arie specială de conservare — SAC, sit de importanță comunitară — SCI) din Grecia întinsă pe o suprafață de 34.655,65 ha, integral pe uscat.

## Localizare
Centrul sitului Dikti: Οrοpediο Lasithiou, Katharo, Selena, Krasi, Selakanο, Chalasmeni Kοryfi este situat la coordonatele 35°09′22″N 25°30′28″E / 35.156158°N 25.507868°E.

## Înființare
Situl Dikti: Οrοpediο Lasithiou, Katharo, Selena, Krasi, Selakanο, Chalasmeni Kοryfi a fost declarat sit de importanță comunitară în aprilie 1997 pentru a proteja 5 specii de plante și 2 specii de animale. Situl a fost protejat și ca arie specială de conservare în martie 2011.

## Biodiversitate
Situată în ecoregiunea mediteraneană, aria protejată conține 13 habitate naturale: Râuri mediteraneene cu debit intermitent, cu specii de Paspalo-Agrostidion, Lande oro-mediteraneene cu formațiuni endemice de grozamă, Sarcopoterium spinosum phryganas, Phrygana endemică cu Euphorbio-Verbascion, Pseudostepă cu ierburi și specii anuale de Thero-Brachypodietea, Grohotișuri est-mediteraneene, Pante stâncoase calcaroase cu vegetație casmofită, Peșteri inaccesibile publicului, Păduri de Cupressus (Acero-Cupression), Păduri de Platanus orientalis și Liquidambar orientalis (Platanion orientalis), Galerii și tufărișuri riverane sudice (Nerio-Tamaricetea și Securinegion tinctoriae), Păduri de Olea și Ceratonia, Păduri de pin mediteraneene cu pini mezogeni endemici.
La baza desemnării sitului se află mai multe specii protejate:
- plante (5): Cephalanthera cucullata, Convolvulus argyrothamnus, Crepis pusilla, Origanum dictamnus, Zelkova abelicea
- reptile (2): Mauremys rivulata, elaphe situla (Zamenis situla)

Pe lângă speciile protejate, pe teritoriul sitului au mai fost identificate 39 de specii de plante, 3 specii de amfibieni, 6 specii de mamifere, 7 specii de reptile.